# Atalaya de los Casares
La atalaya de Los Casares es una torre defensiva del siglo IX de origen musulmán que se encuentra en el municipio español de Riba de Saelices, en la provincia de Guadalajara. Es la única torre bereber de la provincia de Guadalajara.
Se encuentra sobre la ladera en la que se encontraba un antiguo poblado árabe del que proviene su nombre. En el entorno de la atalaya se ha descubierto cerámica del siglo XI y alguna moneda árabe de la ceca de Zaragoza. Es de planta cuadrada con entrada en altura orientada al sur y cuenta con dos pisos con falsa bóveda.
Bajo la torre se encuentra la cueva de los Casares, cueva que contiene grabados y pinturas prehistóricas y restos arqueológicos, paleontológicos y paleoantropológicos.
Fue incluida por su estado de ruina progresiva en la lista roja del patrimonio español y posteriormente retirada de la misma tras la restauración llevada a cabo.